# Gisburn
Gisburn est un village et une paroisse civile du Lancashire, en Angleterre.